# Белфаст (Пенсилванија)
Белфаст (енгл. Belfast) насељено је место без административног статуса у америчкој савезној држави Пенсилванија.

## Демографија
По попису из 2010. године број становника је 1.257, што је 44 (-3,4%) становника мање него 2000. године.
| Група             | 2000.         | 2010.         |
| Белци             | 1.268 (97,5%) | 1.192 (94,8%) |
| Афроамериканци    | 6 (0,5%)      | 10 (0,8%)     |
| Азијати           | 7 (0,5%)      | 10 (0,8%)     |
| Хиспаноамериканци | 12 (0,9%)     | 34 (2,7%)     |
| Укупно            | 1.301         | 1.257         |